# Лісний сільський округ (Железинський район)
Лісни́й сільський округ (каз. Лесное ауылдық округі, рос. Лесной сельский округ) — адміністративна одиниця у складі Железинського району Павлодарської області Казахстану. Адміністративний центр — село Лісне.
Населення — 701 особа (2021; 910 у 2009, 1400 у 1999, 2166 у 1989).
Станом на 1989 рік існувала Октябрська сільська рада (села Лісне, Крупське, Октябрське, Роздільне, селище Урлютюб). 2018 року було ліквідовано село Октябрське.

## Склад
До складу округу входять такі населені пункти:
| Населений пункт           | Старі назви | Населення, осіб (1989) | Населення, осіб (1999) | Населення, осіб (2009) | Населення, осіб (2021) |
| ------------------------- | ----------- | ---------------------- | ---------------------- | ---------------------- | ---------------------- |
| Лісне, село               | -           | 1237                   | 772                    | 464                    | 463                    |
| Крупське, село            | -           | 306                    | 229                    | 198                    | 157                    |
| Октябрське, село          | -           | 295                    | 184                    | 144                    | -                      |
| Роздільне, село           | -           | 306                    | 215                    | 104                    | 81                     |
| Урлютюб, станційне селище | -           | 22                     | -                      | -                      | -                      |